# Greatest Lovesongs Vol. 666
Greatest Lovesongs Vol. 666 – pierwszy album fińskiej grupy HIM, wydany 3 listopada 1997 roku. Na płycie umieszczono cover piosenki "Wicked Game" Chrisa Isaaka, który znalazł się na szczytach list przebojów i przyniósł dużą popularność słabo znanej wówczas kapeli.  

## Lista utworów
1. "For You" – 3:58
2. "Your Sweet Six Six Six" – 4:12
3. "Wicked Game" – 3:54
4. "The Heartless" – 4:02
5. "Our Diabolikal Rapture" – 5:20
6. "It's All Tears (Drown in this Love)" – 3:43
7. "When Love and Death Embrace" – 6:08
8. "The Beginning of the End" – 4:07
9. "(Don't Fear) The Reaper" – 6:24

## Twórcy
- Ville Valo – wokal
- Mikko Paananen – gitara basowa
- Lily Lazer – gitara
- Patka Rantala – perkusja
- Antto Einari Melasniemi – instrumenty klawiszowe